# Prawo karne wojskowe w II Rzeczypospolitej Polskiej
Prawo karne wojskowe II Rzeczypospolitej Polskiej – akty prawne, które regulowały prawo karne materialne i formalne (postępowanie karne) wojskowe w okresie w II RP.

## Prawo materialne
Po zakończeniu I wojny światowej i odzyskaniu przez Polskę niepodległości powstał problem wynikający z różnych kodyfikacji byłych zaborców czy walki na wszystkich frontach Wielkiej Wojny. Z tego powodu obowiązywały na ziemiach polskich: niemiecki kodeks karny wojskowy z 1872, prawo austriackie, prawo francuskie i rosyjski kodeks karny z 1903 roku. Szybko chciano zmienić ten stan i rozkazem naczelnego wodza z dnia 22 stycznia 1919 roku ustanowiono Polską Komisję Ustawodawczą zastąpiona przez 6 marca 1919 przez Radę Wojskową. Wybuch wojny polsko-bolszewickiej sprawił, że wprowadzono tymczasowo niemiecki kodeks karny wojskowy z 1872 roku, który obowiązywał do 1 sierpnia 1928 roku. Zastąpił go Kodeks Karny Wojskowy z dnia 22 marca 1928. Kodeks opierał się na rosyjskim kodeksie Tagancewa. Art. 7 kodeksu stanowił, że postanowienia tego kodeksu mają ogólne zastosowanie do zbrodni i występków w kodeksie karnym wojskowym. Kodeks z 1928 roku miał wyłącznie charakter przejściowy i miał być zastąpiony nowszą i doskonalszą ustawą karną. Nowy kodeks wszedł w życie 1 stycznia 1933. Prace nad kodeksem Były prowadzone w Sekcji Ustaw Departamentu Sprawiedliwości Ministerstwa Spraw Wojskowych pod kierownictwem prawnika Józefa Dańca. W przeciwieństwie do poprzednich kodeksów nie było w nim bezpośrednich nawiązań do kodeksów państw zaborczych, a oparto się na kodeksie karnym Makarewicza (Dz.U. z 1932 r. nr 60, poz. 571). Kodeks ten wprowadził nowe rodzaje kar. Były to tak zwane kary niehańbiące: kara twierdzy trwająca od dwóch tygodni do roku i aresztu wojskowego od 1 dnia do 6 tygodni. Art. 32 tego kodeksu dopuszczał możliwość karania dyscyplinarnego za przestępstwa mniejszej wagi i wykroczenia. Rozwiązanie to powróciło w art. 331 k.k. (porównanie poniżej)
Art. 32 Kodeksu karnego wojskowego z 1932.
§ 1. Zamiast kary zagrożonej, może być wymierzona kara dyscyplinarna, przewidywana w wojskowych przepisach dyscyplinarnych
a) w przypadkach niższej wagi- za występki wojskowe zagrożone, jako najniższą karą, aresztem wojskowym i za występki pospolite zagrożone, jako najniższą karą – zależnie od wyboru sądu - aresztem do lat 2 lub grzywną, albo zagrożone karą aresztu nie wyższą niż 6 miesięcy, albo też grzywną.
b) za wykroczenia, które prócz kary zasadniczej nie są zagrożone karą dodatkową
Art. 331 k.k. z 1997 roku Część wojskowa:
Odstępując od kary dyscyplinarnej, sąd może zwrócić się do właściwego dowódcy o wymierzenie kary dyscyplinarnej przewidzianej w wojskowych przepisach dyscyplinarnych.
Został uchylony Dekretem Polskiego Komitetu Wyzwolenia Narodowego z dnia 23 września 1944 roku Kodeks Karny Wojska Polskiego (Dz.U. z 1944 r. nr 6, poz. 27), który wszedł w życie 30 września 1944 roku.

## Prawo formalne
Podobna sytuacja co w prawie materialnym miała miejsce w prawie formalnym. Sytuację tę zmieniło objęcie urzędu tymczasowego naczelnika Państwa przez Józefa Piłsudskiego, który jako jedyny był upoważniony do ustanawiania aktów normatywnych wydawanych w formie dekretów, a jako naczelny wódz był zwierzchnikiem wszystkich sądów wojskowych w Polsce. Na mocy dekretu z 5 grudnia 1918 zlikwidowano wszystkie, ustanowione wcześniej przez poszczególnych dowódców, sądy wojskowe, pozostawiając sądy funkcjonujące przy dowódcach okręgów generalnych. Ocalał też Sąd Wojenny Wojska Polskiego w Warszawie. Kolejnym krokiem regulacji sądownictwa wojskowego i wojskowej procedury karnej był dekret z dnia 19 stycznia 1919 roku Ustawa o tymczasowej organizacji sądowej Wojska Polskiego, który powstał w Komisji przygotowawczej do spraw Sądownictwa Wojskowego w Ministerstwie Spraw Wojskowych pod przewodnictwem gen ppor. Jana Roszkowskiego. Jednak nazwa aktu i jego moc obowiązująca budziła uzasadnione wątpliwości i koniecznie trzeba było ją w przyszłości zastąpić nowym aktem ustawowym. Przyjęcie tego dekretu oznaczało obowiązywanie dwóch aktów prawnych, dotyczących procedury karnej. Przyjęto, że obowiązywać będzie austro-węgierska i niemiecka procedura karna. Zostały jednak dostosowane do polskich realiów ustrojowych i organizacyjnych w przepisach przechodnich 20 lutego 1919 roku. W samej procedurze nie dokonano większych zmian. Zmiana treści przepisów w celu dostosowania do polskich realiów:
I. Względem ustawy austro-węgierskiej z dnia 5 lipca 1912 roku.
1) Obowiązywanie na obszarze krakowskiego i lubelskiego okręgu generalnego,
2) zastąpienie określenia „Wspólna siła Zbrojna” na Wojsko Polskie,
3) przez prawa przysługujące panującemu należało rozumieć Najwyższą Radę Państwową,
4) zamiast pojęcia monarchia austro-węgierska- Wojsko Polskie,
5) Odpowiednie zastąpienie pojęć sądy dywizji i Najwyższy Trybunał Wojskowy nazwami sądy pułkowe, sądy okręgów generalnych i Naczelny Sąd Wojskowy,
6) Wydawanie wyroków sądowych w imieniu Państwa Polskiego,
7) Sprecyzowanie właściwości Naczelnego Sądu Wojskowego, jako Sądu I instancji w odniesieniu do dowódców okręgów generalnych, dowódców korpusu, szefów departamentów Ministerstwa Spraw Wojskowych oraz równorzędnych,
8) język polski jest językiem urzędowym;
II. Względem niemieckiej procedury wojskowej z dnia 1 grudnia 1898 roku:
1) Zakres obowiązywania na obszarze warszawskiego, łódzkiego i kieleckiego okręgu generalnego,
2) Zastąpienie wyrażenia Wspólna Siła Zbrojna pojęciem Wojsko Polskie,
3) Zastąpienie pojęcia Rzesza wyrażeniem Wojsko Polskie,
4) Uprawnienia Cesarza i Naczelnika Kontyngentu odniesiono do „Najwyższej Władzy Państwa”,
5) Kompetencje sądów wyższych i Sądu Rzeszy przejął Naczelny Sąd Wojskowy, natomiast organizacja i funkcjonowanie niemieckich sądów niższych, a więc sądów pułkowych i sądów wojskowych, pozostała nadal w mocy ze zmianami wynikającymi z ustawy tymczasowej organizacji sądowej Wojska Polskiego,
6) język polski jest językiem urzędowym.
Dekret z 19 stycznia traktowano jako rozwiązanie przejściowe i zachodziła potrzeba stworzenia ustawy ustrojowej i proceduralnej z prawdziwego zdarzenia. Dnia 29 lipca 1919 roku nastąpiło ogłoszenie ustawy o tymczasowym sądownictwie wojskowym. Akt ten ustanawiał, że obowiązywać będzie tylko jedna procedura karna. Zastosowano w tym przypadku austriacką procedurę karną wojskową z 1912 roku. Powodem wyboru tej procedury była jej nowoczesność oraz fakt, że wielu oficerów wywodziło się z Legionów Piłsudskiego. Zgodnie ustawą dnia 10 maja 1920 roku Rada Ministrów wydała Rozporządzenie w przedmiocie wprowadzenia w życie ustawy Wojskowego Postępowania Karnego dla Wspólnej Siły Zbrojnej z dnia 5 lipca 1912 roku. Jednak to rozwiązanie prawne budziło wiele kontrowersji. Przepisy zawarte w rozporządzeniu funkcjonowały do 31 grudnia 1936 roku.
Prace nad kodeksem ruszyły w 1928 roku i zakończyły się 5 czerwca 1934 roku. Następnie projekt udostępniono i po przeprowadzeniu szerokich konsultacji w wojskowym środowisku prawniczym został przedłożony Radzie Ministrów. Kodeks wprowadzono Rozporządzeniem Prezydenta Rzeczypospolitej Polskiej z dnia 29 września 1936 roku (Dz.U. z 1936 r. nr 76, poz. 537) i wszedł w życie 1 stycznia 1937 roku. Przestał obowiązywać de facto po klęsce wojsk polskich po kampanii wrześniowej 1939 roku i formalnie został zastąpiony dekretem z 23 czerwca 1945 roku wprowadzającym nowy kodeks wojskowego postępowania karnego (Dz.U. z 1945 r. nr 36, poz. 216). Kodeks z 1936 roku był dziełem praktyków i tworzony z myślą o praktykach. Wykorzystano również materiały Komisji Kodyfikacyjnej Rzeczypospolitej Polskiej oraz dorobek doktryny w postaci prac autorstwa prof. Stefana Glasera, profesora Aleksandra Mogilnickiego prof. Emila Stanisława Rappaporta i prof. Władysława Woltera. Korzystano również z orzecznictwa Sądu Najwyższego. Wzorcem dla tego kodeksu był kodeks postępowania karnego z 1928 roku (Dz.U. z 1928 r. nr 33, poz. 313). Świadczy o tym między innymi systematyka kodeksu oraz treść poszczególnych rozdziałów które przejęto w całości z k.p.k. Jednak konstrukcja postępowania przygotowawczego, mimo że przejęta z k.p.k., w wielu szczegółach miała rozwiązania bardziej oryginalne. Tymi rozwiązaniami są: pozycja podejrzanego i jego prawa do obrony formalnej oraz relacji sędziego względem prokuratora. Wojskowy sędzia śledczy był bardziej samodzielny względem prokuratora niż w sądownictwie powszechnym. Z ustawy austriackiej przejęto bez większych zmian przepisy o postępowaniu polowym i doraźnym. Wszystkie kwestie nieodpowiadające realiom wojskowym zostały zmienione. Wyeliminowano w I instancji sędziów niefachowych, a w I instancji ich liczbę ograniczono. Nowością był model wojskowego postępowania odwoławczego w postaci trybu rewizyjnego, odejście od gwarancji zakazu reformationis in peius i przyjęcie zasady noviter reperta.